# Parti socialiste bulgare
Le Parti socialiste bulgare (en bulgare : Българска социалистическа партия, Bulgarska sotsialisticheska partiya, abrégé en BSP) est un parti politique bulgare. Il est membre du Parti socialiste européen et membre de l'Internationale socialiste.

## Histoire

### Origines
Son précurseur est le Parti social-démocrate bulgare, créé en 1891 par Dimitar Blagoev, qui devint le Parti social-démocrate ouvrier bulgare en 1894, après avoir fusionné avec un autre mouvement.
En 1990, l’actuel BSP se constitue par la transformation du Parti communiste bulgare qui abandonne officiellement le marxisme-léninisme et se réclame comme héritier du Parti social-démocrate ouvrier bulgare, ayant existé de 1894 à 1903.

### Coalition pour la Bulgarie (2001-2005)
En 2001, le parti a formé une alliance politique, la Coalition pour la Bulgarie, avec le Parti communiste de Bulgarie, créé par d’anciens nostalgiques du régime marxiste[réf. souhaitée]. La coalition a obtenu 48 députés sur 240 dans l'Assemblée nationale bulgare (Народно събрание ou Narodno Săbranie).
À la suite de ce scrutin, Sergueï Stanichev (36 ans) est élu président du parti. Son prédécesseur à ce poste, Gueorgui Parvanov, remporte, fin 2002, l'élection présidentielle.

### Grande coalition (2005-2009)
Lors des élections législatives du 25 juin 2005, les socialistes remportent 34,2 % des suffrages, soit 82 sièges sur 240. Stanichev tente alors de former un gouvernement avec le Mouvement des droits et des libertés (DPS), qui ne dispose que de 34 élus. Ayant échoué à obtenir l'investiture de l'Assemblée, il entreprend des négociations avec le Mouvement national Siméon II (NDSV), au pouvoir jusqu'alors. Après d'intenses discussions, Sergueï Stanichev accède, le 17 août, au poste de Premier ministre avec le soutien de 169 députés.
L'année suivante, le président de la République sortant est réélu, au second tour, face à l'ultra-nationaliste Volen Siderov.

### Passage dans l'opposition (2009-2013)
Toutefois, aux élections législatives du 5 juillet 2009, la coalition perd la moitié de ses sièges et cède le pouvoir aux Citoyens pour le développement européen de la Bulgarie (GERB). Stanichev conserve cependant la direction du parti et devient, en 2011, président du Parti socialiste européen (PSE). Cette même année, le député européen Ivaïlo Kalfin échoue à succéder à Parvanov à la présidence, contre le conservateur Rossen Plevneliev.

### Bref retour au pouvoir (2013-2014)
Lors des élections législatives anticipées du 12 mai 2013, la KZB remporte 84 députés sur 240, derrière les Citoyens pour le développement européen de la Bulgarie, qui en obtiennent 97. Le Mouvement des droits et des libertés ayant fait élire 36 parlementaires et les 23 élus de l'Union nationale Attaque refusant de soutenir un nouveau gouvernement dirigé par Borissov, le député indépendant de centre-gauche Plamen Orecharski, ministre des Finances entre 2005 et 2009 sous un gouvernement de droite, est désigné Premier ministre le 29 mai et forme un gouvernement entre le BSP et le DPS.
Élu député européen aux élections européennes du 25 mai 2014 avec un score décevant (inférieur à 19 %), Sergueï Stanichev renonce à son poste de président du parti. Le 48e congrès, organisé en juillet, voit le président de l'Assemblée nationale Mihaïl Mikov l'emporter par 44 voix d'avance sur le ministre de l'Économie Dragomir Stoïnev (377 contre 333),.
Le mauvais résultat des élections européennes pousse également Plamen Orecharski à remettre la démission de son gouvernement, à la fin du mois de juillet 2014. Son gouvernement avait notamment été mis en difficulté par une crise bancaire et la crise migratoire. À peine élu président du BSP, Mihaïl Mikov doit donc mener le parti en vue d'élections législatives prévues en octobre.

### À nouveau dans l'opposition (2014-2021)
Aux élections législatives anticipées du 5 octobre 2014, la coalition emmenée par le BSP doit se contenter de 15,4 % des suffrages et seulement 39 parlementaires. Le 8 mai 2016, le congrès du BSP élit la députée Korneliya Ninova présidente, par 395 voix contre 349 à Mikov, qui devient alors le premier président battu de l'histoire du parti.
En novembre 2016, le candidat soutenu par le BSP Roumen Radev est élu président de la République avec près de 60 % des voix face à la candidate du GERB au pouvoir, Tsetska Tsatcheva. À la suite de cette défaite du gouvernement de Boïko Borissov, des élections anticipées sont organisées. La victoire de Roumen Radev propulse le Parti socialiste bulgare dans les sondages, qui se trouve au coude-à-coude avec le GERB. En mars 2017, le BSP rassemble près de 27 % des voix, en forte hausse par rapport à 2014, mais derrière le GERB. Sa présidente, Kornelia Ninova, exclut alors toute possibilité de grande coalition. Le GERB conclut une alliance avec des petits partis nationalistes ; le Parti socialiste reste donc dans l'opposition.

### Crises politiques (depuis 2021)
L'année 2021 est marquée par trois élections législatives successives, en raison de l'impossibilité à former des coalitions. En avril, le Parti socialiste bulgare ne rassemble que 15 % des suffrages. Le BSP perd ainsi près de la moitié de ses électeurs et passe sous les 500 000 voix pour la première fois depuis le retour à la démocratie. En juillet, il atteint 13 %. En novembre, il tombe à 10 %.
En décembre 2021, pour éviter de nouvelles élections, le BSP participe au gouvernement anti-GERB de Kiril Petkov, aux côtés des centristes du PP, des populistes d'ITN et du parti de centre-droit DB. Le gouvernement Petkov ne tient toutefois que six mois, renversé par une motion de censure en juin 2022 après le départ d'ITN du gouvernement. Le BSP refuse alors de rejoindre un nouveau gouvernement mené par Kiril Petkov, après l'expulsion de diplomates russes par celui-ci. Le parti continue sa chute lors des élections anticipées de 2022 et 2023.
En novembre 2023, le Parti socialiste s'allie avec plusieurs petits partis russophiles et eurosceptiques en vue des élections européennes de 2024, dans une coalition ayant pour slogan « protéger les intérêts de la Bulgarie dans l'Union européenne ». Il perd trois sièges par rapport au Parlement sortant et n'en conserve plus que deux. Le même jour, la coalition essuie également un revers en ne totalisant que 6,85 % aux élections législatives anticipées.

## Idéologie
Le Parti socialiste bulgare est un parti social-démocrate, membre du Parti socialiste européen. Il est notamment favorable à un plus grand interventionnisme de l'État en matière d'économie.
Depuis 2016, sous la direction de Korneliya Ninova, le Parti socialiste bulgare s'éloigne de la gauche progressiste européenne et s'oriente vers un nationalisme de gauche, s'alignant en partie sur les positions du Premier ministre hongrois Viktor Orbán. Korneliya Ninova s'oppose ainsi régulièrement à l'« éducation au genre »,. Ce positionnement semble correspondre au rétrécissement de l'électorat du parti, principalement composé en 2021 de personnes âgées, peu éduquées, vivant dans les petites villes ou en zone rurale.
Héritier du Parti communiste, le Parti socialiste bulgare est historiquement russophile,,, sans être eurosceptique. S'il se considère toujours pro-européen, le BSP se montre toutefois de plus en plus critique vis-à-vis de l'Union européenne, en particulier depuis le milieu des années 2010. Il s'élève notamment contre les sanctions européennes à l'égard de la Russie après l'annexion de la Crimée, estimant qu'elles pénalisent l'économie bulgare,. En 2022, le parti s'oppose à nouveau à des sanctions après l'invasion de l'Ukraine par la Russie.

## Présidents du parti (depuis la fin de la période communiste)
| no | Portrait | Président                                | Début de mandat | Fin de mandat |
| -- | -------- | ---------------------------------------- | --------------- | ------------- |
| 1  |          | Alexandar Lilov Александър Лилов         | 1990            | 1991          |
| 2  |          | Jan Videnov Жан Виденов                  | 1991            | 1996          |
| 3  |          | Gueorgui Parvanov Георги Първанов        | 1996            | 2001          |
| 4  |          | Sergueï Stanichev Сергей Станишев        | 2001            | 2014          |
| 5  |          | Mihaïl Mikov Михаил Миков                | 2014            | 2016          |
| 6  |          | Korneliya Ninova Корнелия Петрова Нинова | 2016            | En cours      |

## Résultats électoraux

### Élections parlementaires
| Année   | Coalition                  | Députés   | Votes     | %    | Rang | Gouvernement     |
| ------- | -------------------------- | --------- | --------- | ---- | ---- | ---------------- |
| 1990    | Aucune                     | 211 / 400 | 2 887 766 | 47,2 | 1er  | Loukanov I et II |
| 1991    | Union pré-électorale       | 106 / 240 | 1 836 050 | 33,1 | 2e   | Opposition       |
| 1994    | Gauche démocratique        | 116 / 240 | 2 262 943 | 43,5 | 1er  | Videnov          |
| 1997    | Gauche démocratique        | 58 / 240  | 939 308   | 22,1 | 2e   | Opposition       |
| 2001    | Coalition pour la Bulgarie | 48 / 240  | 783 372   | 17,2 | 3e   | Opposition       |
| 2005    | Coalition pour la Bulgarie | 82 / 240  | 1 129 196 | 31,0 | 1er  | Stanichev        |
| 2009    | Coalition pour la Bulgarie | 40 / 240  | 748 114   | 17,7 | 2e   | Opposition       |
| 2013    | Coalition pour la Bulgarie | 84 / 240  | 942 541   | 26,6 | 2e   | Orecharski       |
| 2014    | BSP - Gauche bulgare       | 39 / 240  | 505 527   | 15,4 | 2e   | Opposition       |
| 2017    | BSP pour la Bulgarie       | 80 / 240  | 955 490   | 27,2 | 2e   | Opposition       |
| 04/2021 | BSP pour la Bulgarie       | 43 / 240  | 480 146   | 15,0 | 3e   | Aucun            |
| 07/2021 | BSP pour la Bulgarie       | 36 / 240  | 365 695   | 13,4 | 3e   | Aucun            |
| 11/2021 | BSP pour la Bulgarie       | 26 / 240  | 267 816   | 10,1 | 4e   | Petkov           |
| 2022    | BSP pour la Bulgarie       | 25 / 240  | 232 898   | 9,0  | 5e   | Aucun            |
| 2023    | BSP pour la Bulgarie       | 23 / 240  | 225 914   | 8,6  | 5e   | Opposition       |
| 06/2024 | BSP pour la Bulgarie       | 19 / 240  | 151 560   | 6,85 | 5e   | Opposition       |
| 10/2024 | BSP - Gauche unie          | 20 / 240  | 184 403   | 7,32 | 4e   | Jeliazkov        |